# Sara McMann
Sara McMann (Takoma Park, 24 settembre 1980) è un'atleta di arti marziali miste ed ex lottatrice olimpica statunitense.
È stata la prima lottatrice statunitense a ottenere una medaglia d'argento alle Olimpiadi, risultato raggiunto nel 2004 ad Atene nella categoria fino ai 63 kg; vanta anche due medaglie d'oro ottenute ai giochi panamericani (2003 e 2007) ed è stata per sei volte campionessa nazionale, oltre ad aver vinto numerosi tornei negli Stati Uniti ed all'estero.
Ha preso parte ai più importanti tornei internazionali di grappling, vincendo il mondiale FILA nel 2009 con la vittoria in finale su Shayna Baszler.
Dal 2011 è una professionista di MMA e combatte nella categoria dei pesi gallo per l'organizzazione UFC, nella quale è stata una contendente al titolo nel 2014 venendo sconfitta dalla campionessa Ronda Rousey; in precedenza ha combattuto anche nell'Invicta FC e nella ProElite.
Ha ottenuto il riconoscimento Inspirational Female Fighter of the Year ai Women's Mixed Martial Arts Awards nel 2011.
Per le classifiche unificate è la numero 7 al mondo nella categoria dei pesi gallo; per i ranking ufficiali dell'UFC è la contendente numero 4 nella divisione dei pesi gallo.

## Carriera nella lotta libera
Sara McMann inizia a praticare la lotta libera a livello scolastico una volta entrata nella McDowell High School di Marion, Carolina del Nord: qui nel 1998 vince il campionato nazionale USGWA.
Prosegue con la lotta anche all'università, prima a Lock Haven in Pennsylvania e poi all'università del Minnesota, e dal 2000 in poi vince numerosi tornei nazionali: tra il 2000 ed il 2007 è stata per ben sei volte campionessa nazionale senior, nel 2002 è stata campionessa nazionale universitaria e tra il 1999 ed il 2007 ha vinto per ben dieci volte i trial di squadra.
Già nel 2000 viene scelta come membro della nazionale statunitense di lotta libera nella spedizione in terra colombiana per i campionati panamericani di Cali, dove viene sconfitta in finale nella categoria fino ai 62 kg ed ottiene quindi una medaglia d'argento.
L'anno successivo è ancora una volta impegnata nei campionati panamericani, questa volta a Santo Domingo in Repubblica Dominicana, dove ottiene una medaglia di bronzo.
Lottando stabilmente nella categoria sotto i 63 kg Sara ottiene la sua prima medaglia d'oro nel 2003 ai giochi panamericani di Santo Domingo; lo stesso anno arriva seconda ai campionati mondiali di lotta ospitati da New York, dove viene sconfitta in finale dalla fuoriclasse giapponese Kaori Ichō.
Grazie a questi strepitosi risultati McMann viene chiamata a rappresentare gli Stati Uniti alle olimpiadi di Atene 2004 nella lotta libera categoria 63 kg: qui compie l'impresa divenendo la prima lottatrice statunitense ad essere arrivata ad una finale di un'olimpiade di lotta libera, finale dove ritrovò Kaori Ichō contro la quale si dovette arrendere nuovamente, ottenendo uno storico argento olimpico.
Negli anni a seguire Sara McMann si riconferma come una validissima lottatrice grazie alla vittoria dei giochi panamericani di Rio de Janeiro nel 2007 e alle due medaglie di bronzo ottenute ai mondiali di Budapest 2005 e di Baku 2007.
Dal 2009 ha iniziato a partecipare a competizioni internazionali di grappling, ottenendo dei grandi successi: quell'anno vinse il mondiale FILA di Fort Lauderdale sconfiggendo in finale la futura rivale di MMA Shayna Baszler, mentre nel 2011 prese parte al torneo nordamericano ADCC ospitato da San Diego, dove arrivò seconda.

## Carriera nelle arti marziali miste

### Inizi
Grazie all'eccezionale background che Sara vanta nella lotta libera ottenne l'attenzione delle migliori organizzazioni di arti marziali miste femminili fin dal 2010, anno nel quale iniziò a praticare tale disciplina con un paio di incontri a livello dilettantistico, entrambi vinti.
Quell'anno la McMann sembrava vicina a firmare la prestigiosa promozione Strikeforce dove avrebbe potuto lottare per il titolo dei pesi gallo, ma l'accordo saltò per una clausola presente nel contratto offertogli.
Alla fine il suo debutto da professionista avvenne il 28 maggio 2011 nella promozione locale dell'Indiana Universal Cage Combat, dove bagnò l'esordio con una vittoria per sottomissione in meno di due minuti.
Successivamente affrontò l'ex compagna della squadra olimpica statunitense di lotta libera Julie Malenfant, vincendo per KO tecnico dopo appena 32 secondi dall'inizio dell'incontro.
Sempre nel 2011 sconfisse ai punti l'esperta Tonya Evinger in un incontro organizzato dalla Titan FC.

### ProElite ed Invicta FC
Verso la metà del 2011 Sara McMann firmò un contratto di più incontri con la neonata promozione ProElite, la quale condivideva nel roster femminile diverse lottatrici considerate tra le migliori al mondo nelle rispettive categorie di peso.
Esordì sconfiggendo per sottomissione Raquel Pa'aluhi.
Con un record di quattro vittorie e nessuna sconfitta nel 2012 venne scelta per affrontare l'esperta ex campionessa Smackgirl Hitomi Akano, al tempo una top 10 tra i pesi gallo a livello mondiale: McMann s'impose nuovamente.
Sempre nel 2012 prese vita l'Invicta FC, la prima organizzazione statunitense di arti marziali miste solamente per lottatrici femmine, un'ambiziosa promozione che cercò subito di mettere le mani sui maggiori talenti che le WMMA mondiali potessero offrire, anche grazie a collaborazioni con le leghe già esistenti: Sara, nonostante un contratto ancora valido con la ProElite, poté combattere nell'Invicta grazie alla partnership tra le due organizzazioni.
L'Invicta FC diede subito la possibilità a Sara di lottare per un posto come contendente al futuro titolo dei pesi gallo sfidando la forte grappler Shayna Baszler, avversaria che già aveva sconfitto nel 2009 ai mondiali di grappling e che con gli anni d'esperienza nelle MMA sotto la guida di Josh Barnett divenne una delle lottatrici più forti della sua categoria di peso.
L'evento che ospitò la sfida fu il secondo organizzato dalla Invicta FC e vedeva come main match proprio lo scontro tra McMann e la Baszler, e il riscontro mediatico fu un gran successo per le WMMA.
In una sfida tra una wrestler ed una grappler si assistette a numerosi scambi in piedi, e nei tentativi di takedown la McMann rischiò di venire sottomessa; nonostante un finale di gara nel quale la Baszler portò un tremendo uno-due al volto della McMann, al termine i giudici premiarono il maggior numero di colpi portati da Sara che vinse per decisione unanime un incontro non facile e sempre in bilico.
Nonostante la vittoria che gli garantì un posto come contendente al titolo Invicta FC la promozione non ebbe modo di organizzare una sfida per la cintura in tempi brevi, e così Sara decise di firmare parallelamente un contratto con la Strikeforce, dove avrebbe la possibilità di sfidare la campionessa imbattuta Ronda Rousey, al tempo unanimemente la lottatrice più forte del mondo pound for pound.
La McMann avrebbe dovuto esordire in Strikeforce il 3 novembre 2012 contro l'ex contendente Liz Carmouche, ma un mese prima s'infortunò ed il match di debutto saltò; in quei giorni venne annunciata la fusione tra Strikeforce ed UFC con la prima delle due promozioni che sarebbe sparita definitivamente dopo un ultimo evento in gennaio 2013, e di conseguenza Sara McMann non poté mai calcare l'esagono dell'organizzazione di San Jose.

### Ultimate Fighting Championship
Grazie all'acquisizione della Strikeforce da parte dell'UFC Sara dal febbraio 2013 entra a far parte del roster di quest'ultima promozione, al tempo considerata la più prestigiosa al mondo.
Sara esordisce come la contendente numero 6 nella divisione dei pesi gallo nell'aprile 2013 contro la numero 9 Sheila Gaff, atleta tedesca al tempo considerata una dei pesi mosca più forti del mondo: McMann sfruttò al meglio il mismatch fisico e si impose per KO tecnico durante il primo round.
In agosto avrebbe dovuto affrontare la contendente numero 2 di categoria Sarah Kaufman, ma proprio McMann diede forfait.
Sara tornò disponibile per il 2014 e a causa di un infortunio che colpì la prima contendente Zingano fu proprio la McMann a venire scelta come avversaria della campionessa Ronda Rousey nell'evento UFC 170: Rousey vs. McMann del 22 febbraio 2014: la sfida per il titolo durò poco più di un minuto in quanto la Rousey mise KO McMann con una ginocchiata al corpo durante una fase di clinch.
In agosto sconfisse la campionessa uscente dell'Invicta FC Lauren Murphy per una discutibile decisione dei giudici di gara in un match equilibrato.
Nel gennaio del 2015 affrontò la numero 2 dei ranking ed ex campionessa Strikeforce Miesha Tate venendo sconfitta ai punti. Mentre ad agosto,  nonostante fosse la favorita dell'incontro, subisce un'altra sconfitta per sottomissione contro la brasiliana Amanda Nunes.
Il 29 maggio del 2016, dopo una serie negativa di due sconfitte, sconfisse per decisione unanime Jessica Eye. Il 3 dicembre invece gli toccò affrontare la canadese Alexis Davis. Al secondo round, dopo aver mandato al tappeto la sua avversaria con un takedown, chiuse l'incontro applicando uno strangolamento a triangolo con le braccia. Con la vittoria, ottenne il premio Performance of the Night.

### Risultati nelle arti marziali miste
Gli incontri segnati su sfondo grigio si riferiscono ad incontri di esibizione non ufficiali o comunque non validi per essere integrati nel record da professionista.
| Risultato | Record | Avversario      | Metodo                               | Evento                                               | Data             | Round | Tempo | Città                        | Note                                                 |
| --------- | ------ | --------------- | ------------------------------------ | ---------------------------------------------------- | ---------------- | ----- | ----- | ---------------------------- | ---------------------------------------------------- |
| Sconfitta | 12-6   | Julianna Peña   | Sottomissione (rear-naked choke)     | UFC 257: Poirier vs. McGregor 2                      | 24 gennaio 2018  | 3     | 3:39  | Abu Dhabi, Emirati Arabi     |                                                      |
| Vittoria  | 12-5   | Lina Länsberg   | Decisione (unanime)                  | UFC Fight Night: Blaydes vs. dos Santos              | 25 gennaio 2020  | 3     | 5:00  | Raleigh, Stati Uniti         |                                                      |
| Sconfitta | 11-5   | Marion Reneau   | Sottomissione (triangle choke)       | UFC on Fox: Emmett vs. Stephens                      | 24 febbraio 2018 | 2     | 3:40  | Orlando, Stati Uniti         |                                                      |
| Sconfitta | 11-4   | Ketlen Vieira   | Sottomissione (triangolo di braccio) | UFC 215: Nunes vs. Shevchenko 2                      | 9 settembre 2017 | 2     | 4:16  | Edmonton, Canada             |                                                      |
| Vittoria  | 11-3   | Gina Mazany     | Sottomissione (triangolo di braccio) | UFC Fight Night: Lewis vs. Browne                    | 19 febbraio 2017 | 1     | 1:14  | Halifax, Canada              | Incontro catchweight (139.5 lbs)                     |
| Vittoria  | 10-3   | Alexis Davis    | Sottomissione (triangolo di braccio) | The Ultimate Fighter: Tournament of Champions Finale | 3 dicembre 2016  | 2     | 2:52  | Las Vegas, Stati Uniti       | Performance of the Night                             |
| Vittoria  | 9-3    | Jessica Eye     | Decisione (unanime)                  | UFC Fight Night: Almeida vs. Garbrandt               | 29 maggio 2016   | 3     | 5:00  | Las Vegas, Stati Uniti       |                                                      |
| Sconfitta | 8-3    | Amanda Nunes    | Sottomissione (rear-naked choke)     | UFC Fight Night: Teixeira vs. Saint Preux            | 8 agosto 2015    | 1     | 2:53  | Nashville, Stati Uniti       |                                                      |
| Sconfitta | 8-2    | Miesha Tate     | Decisione (maggioranza)              | UFC 183: Silva vs. Diaz                              | 31 gennaio 2015  | 3     | 5:00  | Las Vegas, Stati Uniti       |                                                      |
| Vittoria  | 8-1    | Lauren Murphy   | Decisione (non unanime)              | UFC Fight Night: Bader vs. Saint Preux               | 16 agosto 2014   | 3     | 5:00  | Bangor, Stati Uniti          |                                                      |
| Sconfitta | 7-1    | Ronda Rousey    | KO (ginocchiata al corpo)            | UFC 170: Rousey vs. McMann                           | 22 febbraio 2014 | 1     | 1:06  | Las Vegas, Stati Uniti       | Per il titolo dei Pesi Gallo UFC                     |
| Vittoria  | 7-0    | Sheila Gaff     | KO Tecnico (pugni)                   | UFC 159: Jones vs. Sonnen                            | 27 aprile 2013   | 1     | 4:06  | Newark, Stati Uniti          | Debutto in UFC                                       |
| Vittoria  | 6–0    | Shayna Baszler  | Decisione (unanime)                  | Invicta FC 2: Baszler vs. McMann                     | 28 luglio 2012   | 3     | 5:00  | Kansas City, KS, Stati Uniti | Eliminatoria per il titolo dei Pesi Gallo Invicta FC |
| Vittoria  | 5–0    | Hitomi Akano    | Decisione (unanime)                  | ProElite 3: Da Spyder vs. Minowaman                  | 21 gennaio 2012  | 3     | 5:00  | Honolulu, Stati Uniti        |                                                      |
| Vittoria  | 4–0    | Raquel Pa'aluhi | Sottomissione (keylock)              | ProElite 1: Arlovski vs. Lopez                       | 27 agosto 2011   | 3     | 2:53  | Honolulu, Stati Uniti        |                                                      |
| Vittoria  | 3–0    | Tonya Evinger   | Decisione (unanime)                  | Titan FC 19                                          | 29 luglio 2011   | 3     | 5:00  | Kansas City, KS, Stati Uniti |                                                      |
| Vittoria  | 2–0    | Julie Malenfant | KO Tecnico (pugni)                   | BlackEye Promotions 4                                | 17 giugno 2011   | 1     | 0:32  | Fletcher, Stati Uniti        |                                                      |
| Vittoria  | 1–0    | Christina Marks | Sottomissione (rear naked choke)     | Universal Cage Combat: Revolution                    | 28 maggio 2011   | 1     | 1:41  | Lawrenceburg, Stati Uniti    |                                                      |
| Vittoria  | NU     | Rachel Dovidio  | Decisione (unanime)                  | CFP: Carolina's Summer Fight Series 3                | 31 luglio 2010   | 3     | 3:00  | Jacksonville, Stati Uniti    |                                                      |
| Vittoria  | NU     | Jasmine Reed    | KO Tecnico (pugni)                   | UFA 1: Clash at the Coliseum                         | 11 giugno 2010   | 1     | 1:45  | Charleston, Stati Uniti      |                                                      |

## Vita privata
Sara è madre di una figlia avuta nel 2009 dal fidanzato Trent Goodale, anch'egli un lottatore.
La vita di Sara è stata segnata da tremende tragedie: il fratello maggiore Jason venne assassinato nel 1999 all'età di 21 anni, mentre il precedente fidanzato e wrestler Steven Blackford morì in un incidente automobilistico nel quale Sara era alla guida del veicolo.